# 혹꼬리도마뱀붙이
혹꼬리도마뱀붙이(three-lined knob-tailed gecko, smooth knob-tailed gecko, common knob-tailed gecko)는 도마뱀붙이에 속한 호주 원산종이다. 납테일게코는 호주에 분포하는 눈그늘도마뱀붙이과에 속해있다. 이 과를 지칭하는 또다른 이름은 바킹 게코(barking gecko)인데, 적을 위협하기 위해 큰 소리로 짖기 때문이다. 이 밖에도 몸을 흔들고, 꼬리를 감고, 열린 입으로 공격한다. N.l. levis, N.l. occidentalis, N.l. pibarenis 등의 다양한 아종이 있다. 원주민들은 납테일을 리칠제라(llchiljera)라고 부른다.

## 형태
납테일은 튼튼한 중형 도마뱀붙이이며, 세모꼴 머리는 큼지막하다. 끝에 혹이 달린 짧고 납작한 당근 모양의 꼬리가 달려있다. 이 꼬리는 포식자들의 주의를 돌리기 위해 자절될 수 있지만, 다른 도마뱀과는 달리 세포분할점(cleavage point)이 꼬리 밑동에밖에 없기 때문에, 무조건 꼬리 전체를 떼어버려야 한다. 다리는 가냘프고 발가락에는 잡는발톱이 없으며, 제일 바깥의 발가락은 다른 발가락과 마주볼 수 있다. 납테일은 머리의 제일 넓은 면에 수직 홈 모양의 귀, 굉장히 큰 눈이 나있으며 동공은 세로로 찢어져 있다. 등의 체색은 대개 분홍빛 회색에서 자줏빛 갈색을 띄며, 바탕에 비해 어둡거나 밝은 선들이 독특한 무늬를 이룬다. 아랫배는 흰색이다. 납테일은 몸뚱이와 꼬리에 창백하고 어두운 결절이 점점이 나있으며, 이 결절들은 곧잘 띠를 형성한다. 'Levis'는 부드럽다는 의미이며, N. asper ('asper'는 거칠다는 뜻이다)의 유전형과 대비되는 피부의 부드러움을 나타낸다.
납테일은 주둥이에서 항문까지 대략 8–10 센티미터 (3.1–3.9 in)까지 자란다. 잘린 적이 없는 원래의 꼬리는 2 센티미터 (0.79 in) 정도이다. 수컷은 대개 암컷보다 작으며, 사육 상태에서는 암수 없이 15년까지 살 수 있다.

## 분포와 서식지

### 분포
납테일은 호주 대륙의 건조한 영역에 분포하여 빅토리아주, 호주 수도 준주(ACT)를 제외한 모든 호주 대륙의 주, 준주에서 발견된다. 납테일은 사우스오스트레일리아주에서 흔하며, 남쪽으로는 아델레이드, 북쪽으로는 테넌트크릭, 노던준주, 동쪽으로는 버크, 서쪽으로는 호주 해안가까지 분포한다.

### 서식지
납테일은 건조, 반건조, 개방삼림, 건조한 덤불, 스피니펙스로 뒤덮인 사막, 모래 평원, 사구 지역 등의 다양한 서식지에서 발견된다.

## 습성

### 습성
납테일은 지면에서 살아가는 야행성 종이며, 낮에는 스스로 만든 굴이나 다른 동물이 판 굴 속에서 입구를 봉하고 휴식을 취한다. 납테일은 밤에, 특히 비가 온 후에 덤불이나 스피니펙스 사이의 열린 공간에서 먹이를 쫓는다. 납테일은 같은 지역에서 살아가는 다른 도마뱀붙이와 비교했을 때 더 낮은 온도에, 더 오래 노출되어도 생존할 수 있다. 이 덕에 밤에 사냥할 때 다른 도마뱀붙이보다 확실히 유리한 점이 있다. 낮은 온도에 저항성이 더 강하기 때문에, 추위에 떠는 먹이들보다 더 빠르게 움직일 수 있기 때문이다. 하지만 견디지 못 할 정도로 추워지면 굴을 파고 들어간다.

### 식성
납테일 게코는 충식동물로 여겨지며 거미, 메뚜기, 딱정벌레, 바퀴벌레, 전갈, 심지어 자기보다 작은 도마뱀붙이까지 먹는다.

### 번식
번식기는 남반구는 따뜻해지는 10월에서 5월이며, 암컷은 6-7개의 알무더기를 낳을 수 있다. 암컷이 번식할 준비가 되면 수용행동(receptive behaviour)을 보여서 수컷에게 짝짓기를 할 수 있다는 것을 알린다. 짝짓기를 할 마음이 없는 암컷은 각자의 영역에 머무르며 수컷을 공격하거나 도망칠 것이다. 짝짓기를 마치면 4-6주, 드물게는 9주까지동안 임신하며, 산란한 알은 6-8주 뒤에 부화한다. 한 번에 보통 두 개씩, 드물게는 한 개씩 산란한다.

## 보존
납테일 게코는 현재 분포 영역이 드넓으며 중대한 위협이 없으므로 IUCN 적색 목록에 '관심 필요'로 등재되어 있다. 국소적인 위협으로는 가축 방목과 개간이 있지만, 이런 식으로 상당한 규모의 개체수 감소가 이루어져도 아직까지 경보 레벨을 올릴 필요는 없다.

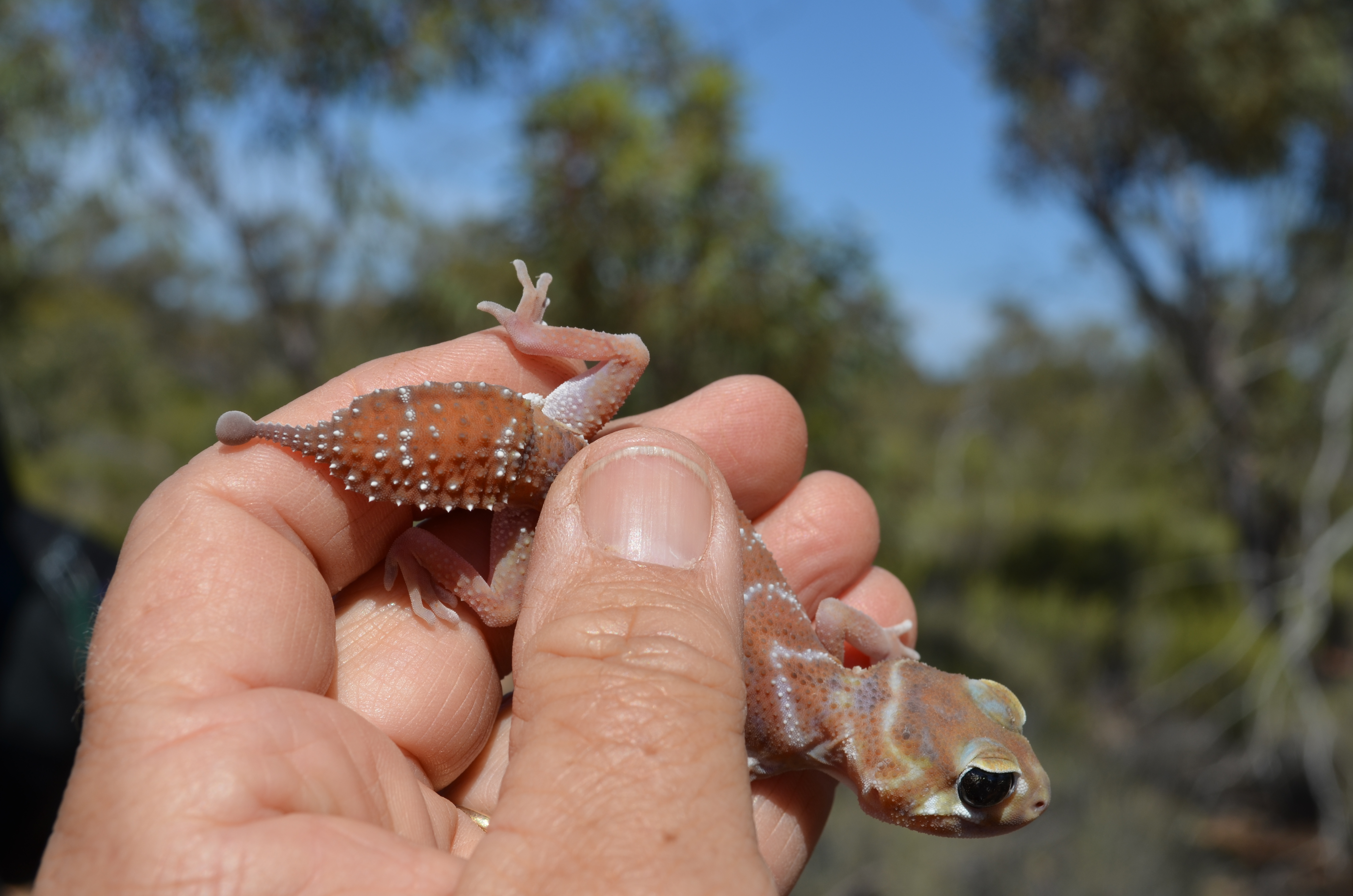
사우스오스트레일리아 칼펌(Calperum)에서 잡힌, 핸들링중인 납테일 게코
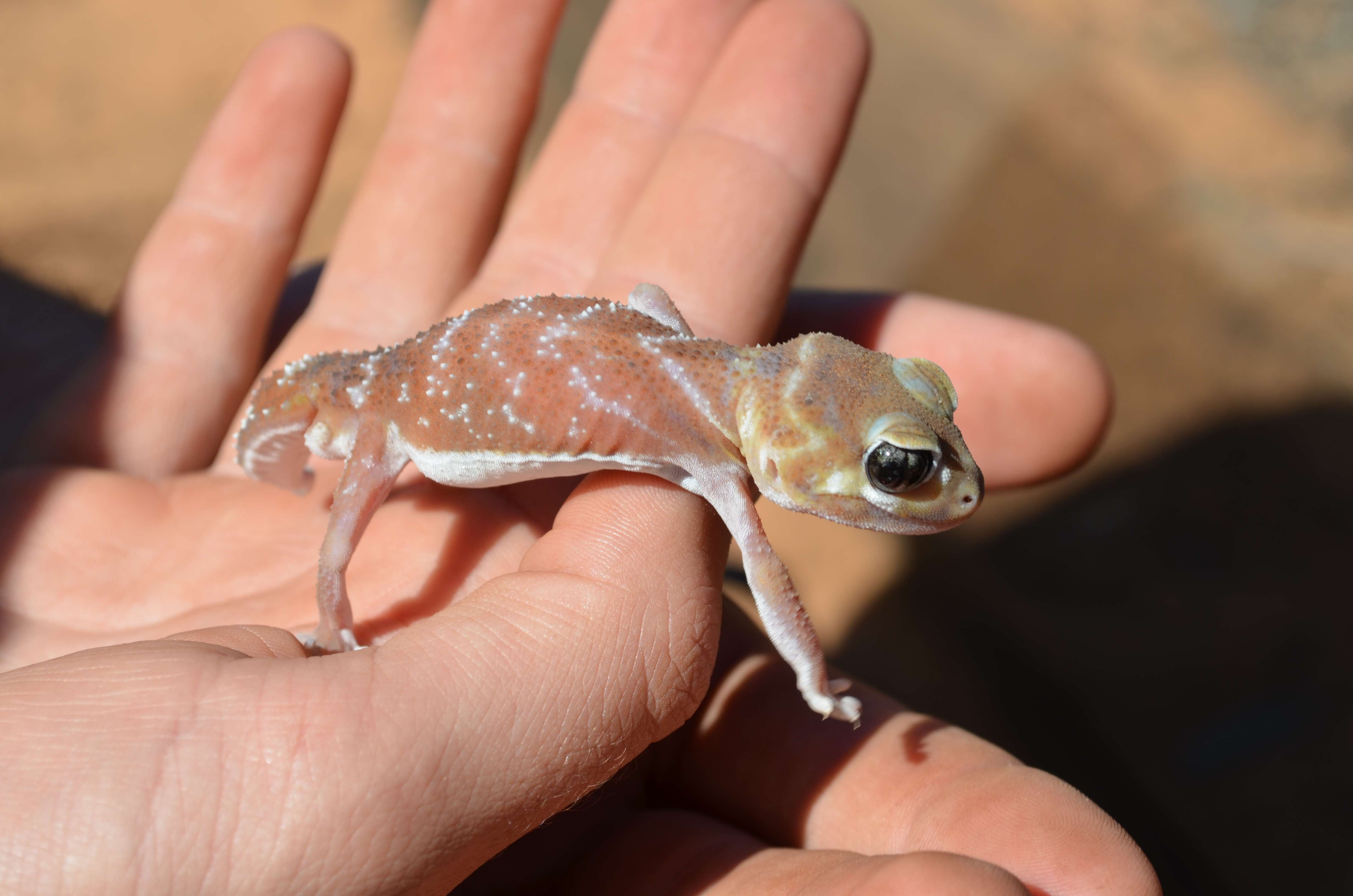
사우스오스트레일리아 칼펌에서 잡힌, 밝은 표현형을 가진 납테일 게코
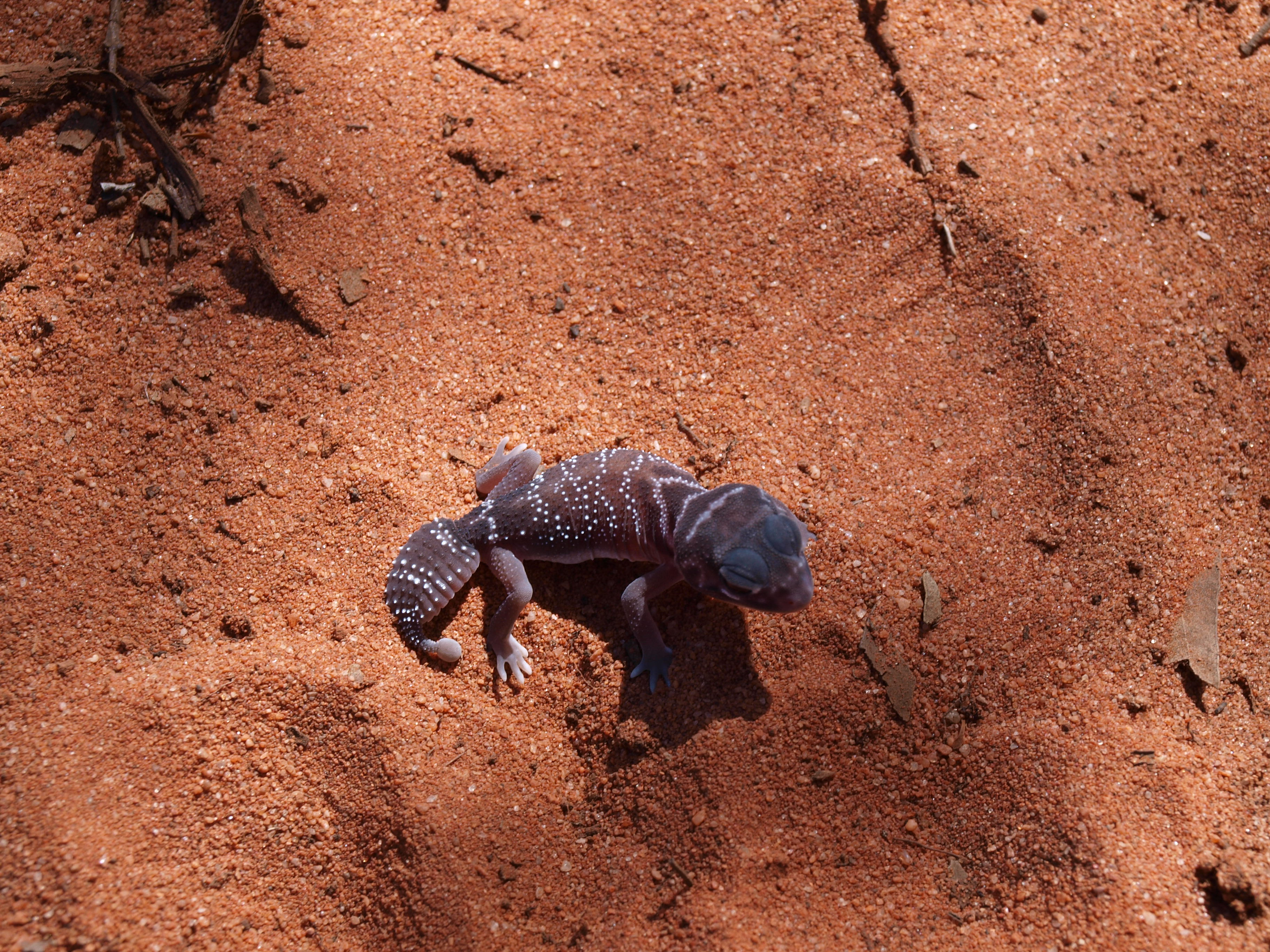
사우스오스트레일리아 칼펌에서 잡힌, 어두운 표현형을 가진 납테일 게코
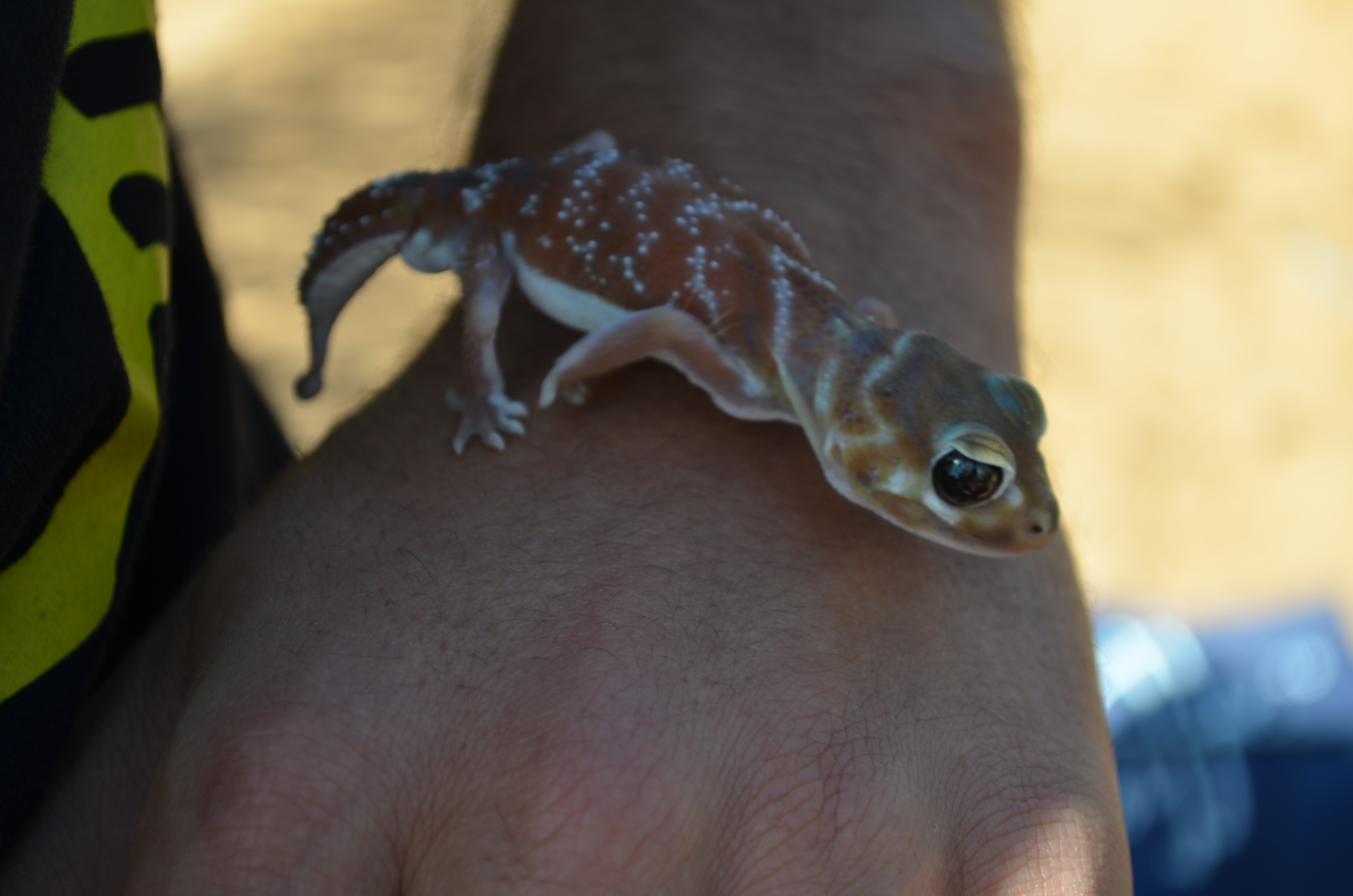
사우스오스트레일리아 칼펌에서 잡힌, 자원봉사자의 손에서 기는 납테일 게코
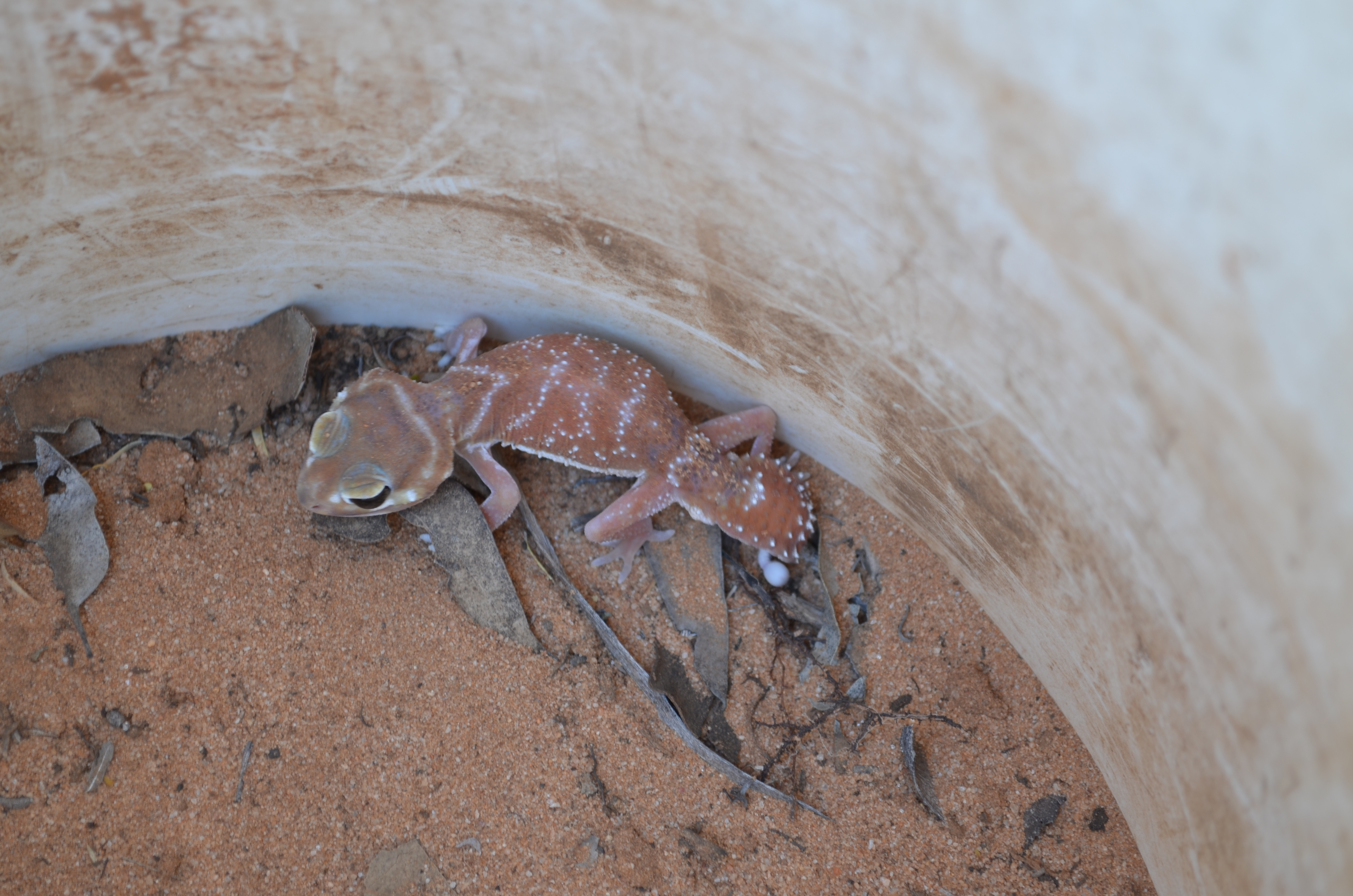
사우스오스트레일리아 칼펌에서 낙하함정에 잡힌 납테일 게코
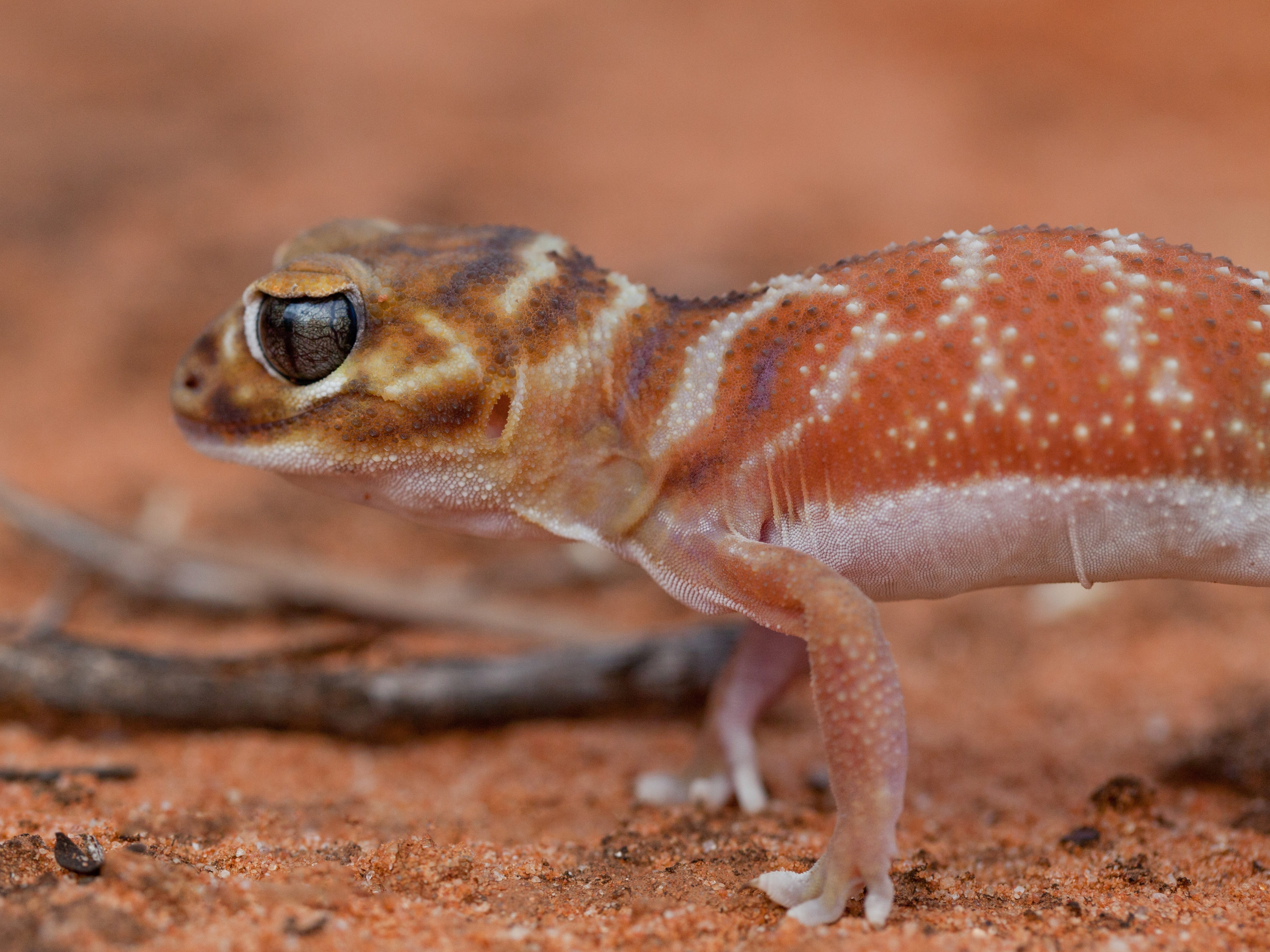
사우스오스트레일리아 칼펌에서 촬영한 납테일 게코의 근접사진